# Acumontia cowani
Acumontia cowani is een hooiwagen uit de familie Triaenonychidae. De wetenschappelijke naam van Acumontia cowani gaat  terug op Pocock.